# Amblyothele hamatula
Amblyothele hamatula là một loài nhện trong họ Lycosidae.
Loài này thuộc chi Amblyothele. Amblyothele hamatula được Anthony Russell-Smith, Rudy Jocqué & Mark Alderweireldt miêu tả năm 2009.